# جوردان دايكن
جوردان دايكن (بالإنجليزية: Jordan Daykin)‏(من مواليد 6 يوليو 1995)، مخترع ورجل أعمال وهو الرئيس التنفيذي لشركة جريبلت فيكسينغس(GripIt Fixings) في المملكة المتحدة. وهو معروف بظهوره في برنامج عرين للأعمال(عرين التنين) على قناة بي بي سي2 ، حيث أصبح أصغر رواد الأعمال وأكثرهم نجاحاً في الفوز بالاستثمارات. قام بتأمين استثمار بقيمة 80.000 جنيه إسترليني من سيدة الأعمال الإنجليزية ديبورا ميدن عن اختراع مثبت الجدار الذي وضعه جده ستانلي داكن. أطلق عليه على انه «واحد من رواد الأعمال الشباب في بريطانيا» ووضع على قائمة صحيفة الأعمال الستي أي ام (City AM) لأهم 100 رجل أعمال في المملكة المتحدة في مارس 2016 .

## طفولته
ولد دايكن في تروبريدج، في ويلتشاير، حيث دخل مدرسة جون أوف جونت . انفصل والديه عندما كان في التاسعة من عمره، وكان دايكن يعيش مع والده حتى بلغ من العمر 13 عامًا، عندما انتقل إلى منزل جديه البنغلو لأن والده ذهب إلى سيراليون للعمل. في سن ال 13، ترك المدرسة ليخضع للدراسة المنزلية.

## جربليت فيكسن
في عام 2008، بعد فترة وجيزة من انتقال ديكين إلى منزل جديه، قام هو وجده ستانلي دايكن بتحويل المرآب إلى غرفة نوم له. أراد جوردان ان تكون غرفة نومه الجديدة مظلمة لذلك اختار ان تكون الستائر داكنة لضمان عدم دخول الضوء إلى الغرفة. [11] بعد أن قام دايكن وجده بكسر العديد من المثبتات الجدارية وحفر الثقب في محاولة لتعليق حاجز الستائر، ذهب جوردان إلى متجرمحلي للعثور على شيء أفضل يستطيع ان يثبت الستائر به، لكنه لم يستطع العثور على أي شيء مناسب. بعدها ظهر ذلك اليوم صعد جوردان مع جده إلى سقيفة المنزل، وخلق اختراع لتثبيت الستائر. نجح الاختراع في تثبيت جهاز تلفزيون على الحائط، وحدد دايكين وجود فجوة في السوق لمثل هذه الأشياء. بعد أربع سنوات تم منحه براءة اختراع لشركة جريبيت (GripIt) وتم تسويق الاختراع.
في عام 2014، ظهر دايكن في برنامج دين دراغونز أو عرين التنين ونجح في الحصول على استثمار بقيمة 80,000 جنيه استرليني لـ 25 ٪ من شركته من ديبورا مادن. وبحلول عام 2016، تم تخزين GripIt بضاعة جيبيت فيكسنغس في أكثر من 3000 متجر في المملكة المتحدة وتم تصديرها إلى 32 دولة. وأطلقت الشركة عملية تسويق في الولايات المتحدة في يوليو 2016، بينما من تم تسليم أول بضاعة لسوق أسترالي في وقت لاحق في صيف ذلك العام.

## وصلات إضافية
- GripIt Fixings
- Official Website